# Cheironitis pamphilus
Cheironitis pamphilus är en skalbaggsart som beskrevs av Ménétriés 1849. Cheironitis pamphilus ingår i släktet Cheironitis och familjen bladhorningar. Inga underarter finns listade i Catalogue of Life.